# بلاجه كونيسكي
بلاجه كونيسكي (بالمقدونية: Блаже Конески) شاعر وكاتب ومترجم أدبي وباحث لسانيات مقدوني متميز. له مساهمات كبرى في وضع قواعد اللغة المقدونية النظامية. ولد في 19 ديسمبر 1921 في قرية نيبريغوفو في مملكة يوغسلافيا (حالياً في إقليم بيلاغونيا في مقدونيا)، وتوفي في 7 ديسمبر 1993 في سكوبيه.

## سيرته
درس الابتدائية في نيبريغوفو ثم في بريليب، والثانوية في كراغوييفاتس من سنة 1934 حتى 1939، وشارك في تحرير مجلتي «Млади Шумадинац» و«Подмладак» الصادرتين في المدرسة الثانوية، وفيهما نُشرت قصائده الأولى. سجل في سنة 1939 في كلية الطب في جامعة بلغراد باسم بلاغويه كونيفيتش (بالصربية Благоје Коњевић)، وبعد أن درس فيها سنة واحدة انتقل إلى كلية الآداب من الجامعة نفسها. درس الآداب السلافية بين السنتين 1941 و1944 في صوفيا باسم بلاغوي كونيف (بالبلغارية Благой Конев). بعد عودته في سنة 1946 عمل مدرساً في كلية الفلسفة في جامعة كيريل وميثوديوس في سكوبيه، ورئيس الجامعة في 1958-1960. عضو في أكاديمية العلوم والفنون المقدونية ورئيسها الأول بين 1967 و1965. كما كان عضواً في اتحاد كتاب مقدونيا [خطأ: تحقق من وسيط ورمز اللغة] ورئيسه الأول منذ سنة 1947.
بلاجه كونيسكي من الشخصيات الرئيسية في تطوير اللغة المقدونية. أعماله مترجمة إلى أكثر من عشر لغات.

## أعماله الأدبية
له مجموعات شعرية عديدة منها «Земјата и љубовта» (الأرض والحُبّ، 1948) و«Песни» (الأناشيد، 1953) و«Стари и нови песни» (الأناشيد القديمة والجديدة، 1979) و«Места и мигови» (الأماكن واللحظات، 1981) و«Средба во рајот» (لقاء في الجنة، 1988) و«Црн овен» (الحمل الأسود، 1993) ومجموعات قصص قصيرة ومقالات.
ترجم أعمالاً شعرية من الألمانية والروسية والصربية والبولونية والسلوفينية، بينها أعمال بريشيرن وهاينه وبلوك ونيرودا وغيرهم.

## العمل على تقييس اللغة المقدونية
شارك كونيسكي في جهود تقييس اللغة المقدونية، وألف عدداً من الكتب حول تاريخها وقواعدها، وهو أحد محرري قاموس اللغة المقدونية. تحمل كلية الآداب في جامعة سكوبيه اسم بلاجه كونيسكي.

## روابط خارجية
- بلاجه كونيسكي على موقع IMDb (الإنجليزية)